# Калатея
Кала́тея (Calathea) — рід трав'янистих багаторічних рослин родини марантові. Калатея наразі охоплює приблизно 60 видів, багато яких популярні як кімнатні рослини завдяки своїм декоративним листям і, у деяких видів, барвистим суцвіттям. Орієнтовно 200 видів, раніше віднесених до Calathea, зараз належать до роду Goeppertia. 

## Назва
Назва походить від давньогрецького Kalathos — кошик: листя калатей використовували для плетіння кошиків.
В англійській мові марантові мають назву «молитвенна рослина» (англ. prayer plant), оскільки на ніч рослина згортає листя та піднімає їх угору. 

## Будова

### Листя

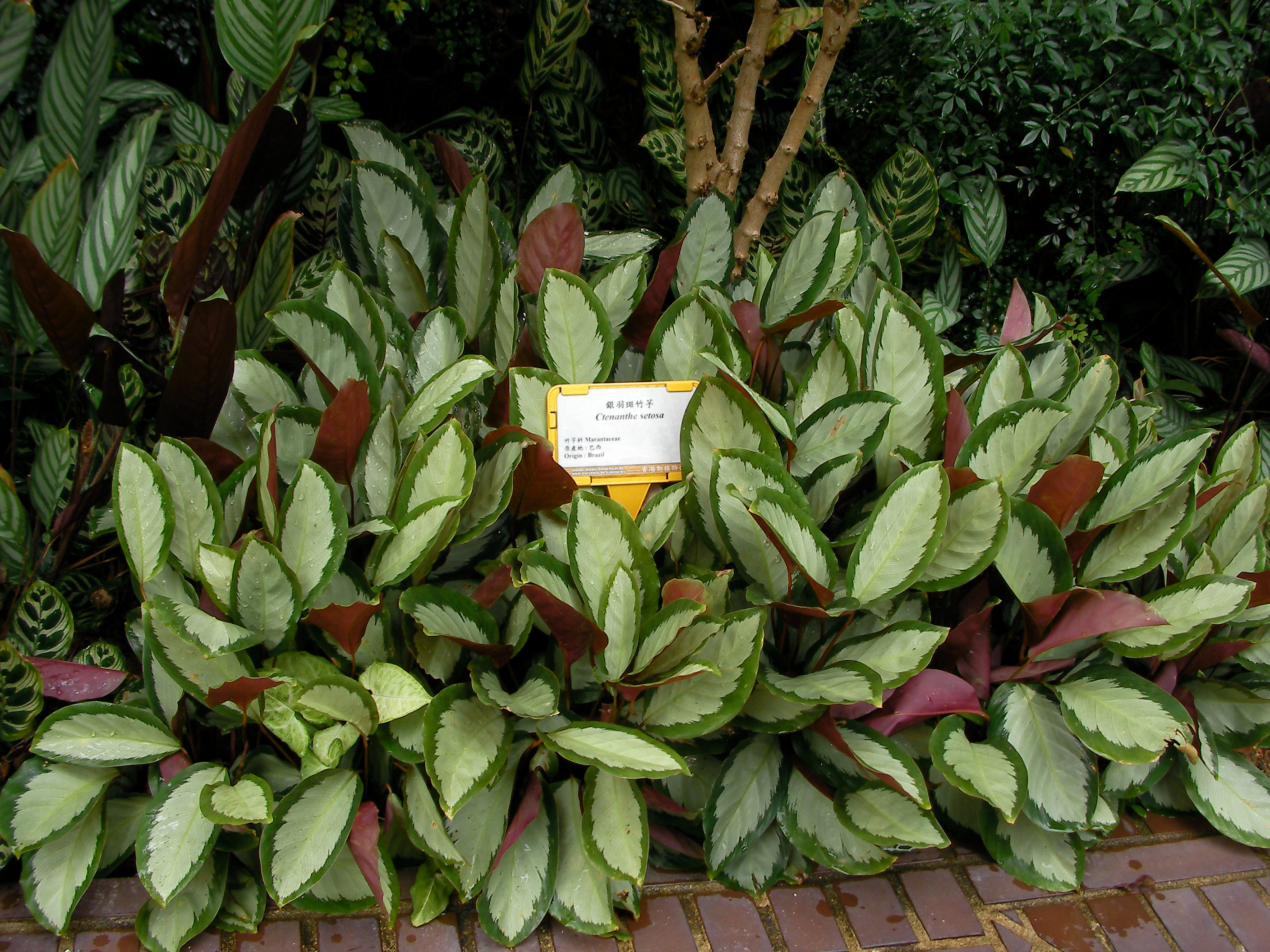
Calathea picturata Argentea

Листя калатеї зазвичай великі й барвисто візерункові, часто строкаті з яскравими кольорами, такими як рожевий, помаранчевий, червоний і білий. Нижня сторона листка часто фіолетова. Протягом ночі листя може згортатися, а вранці — розгортатися в пошуках ранкового сонця. Це явище, відоме як ніктинастія, стало можливим завдяки невеликому суглобу, званому пульвінусом, який рослина має між стеблом і листом.

### Квіти
Квітки калатеї можуть бути жовтими, фіолетовими й білими. Розпускаються влітку. Мають асиметричну структуру з трьома пелюстками й трьома вільними чашолистками. Приквітки калатеї часто привабливіші, ніж самі квіти.

## Поширення та середовище існування
Батьківщиною рослини Центральна та Південна Америка. Зазвичай калатея зустрічається в середньому ярусі тропічних лісів.

## Як кімнатна рослина
Вид був вперше представлений як кімнатний у 1970-х і 1980-х роках. Оскільки калатея може рости в тіні, її можна розміщувати в глибині кімнат. Ці рослини цінуються за строкате листя, проте є і винятки, наприклад, калатея шафранна (Calathea crocata), яку вирощують заради красивих жовтих квітів.

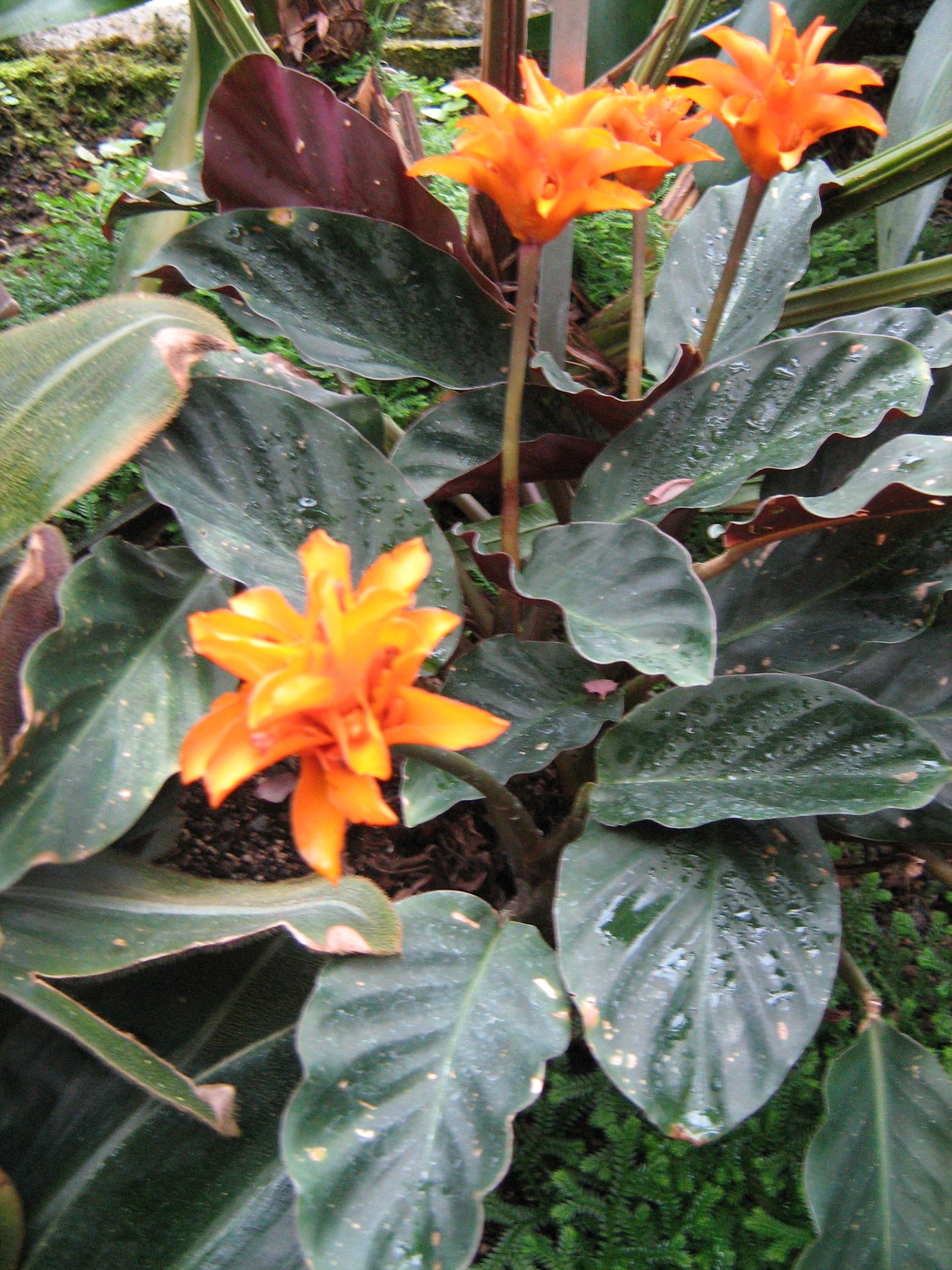
Calathe crocata

Калатеї також вирощують на відкритому повітрі на Гаваях та півдні Флориди. На відміну від своїх диких побратимів, більшість кімнатних калатей, що вирощуються в приміщенні, не будуть квітнути.

## Культивування
У достатніх умовах калатея може виростати до 90 см у висоту та мати широке листя.

### Світло
Рід калатей воліє низьке й середнє освітлення. Занадто багато прямих сонячних променів можуть пошкодити тендітні листя калатеї. Довге перебування на сильному сонці може призвести до сонячних опіків або тьмяності кольору листя.

### Температура та вологість
Поряд з перевагами невибагливості до прямого яскравого світла, ці рослини вимагають високої вологості, яка існує у їхньому природному середовищі існування. Деякі калатеї розміщують у ванних кімнатах, кухнях та інших приміщеннях з високим рівнем вологості та природним джерелом світла (вікном). Калатеї віддають перевагу температурі 15° C і вище, щоб підтримувати здоровий ріст. Ці рослини також чутливі до холодного повітря й протягів. Ідеальний діапазон температур для калатей становить від 23 °C до 29 °C.

### Полив
Субстрат, в якому ростуть калатеї, слід утримувати вологими, але не мокрими. Надмірний полив може призвести до появи коричневого, сухого листя та загнивання коренів. Калатея також чутлива до мінералів, що містяться у водопровідній воді, таких як хлор і фторид.

### Ґрунт
Ідеальний ґрунт для калатей — пористий і добре дренований. Дренаж дуже важливий для калатей через можливу кореневу гниль. Легкий пористий грунт і горщик з дренажним отвором убезпечать від заливання ніжної кореневої системи рослини. Виду калатей також більше підходить кислий грунт.

### Розмноження
Розмноження рослини — це процес створення поділки через материнську рослину. Щоб успішно поділити калатею, потрібно мати здорову материнську рослину. Вийнявши материнську рослину з горщика, можна обережно розібрати її на дрібніші частини-точки росту. Після успішного поділу калатеї кожна нова група повинна бути посаджена у свій власний (добре дренований) горщик за розміром кореневої системи поділки, а не за розміром куща. Новостворена калатея незабаром випустить нове листя й продовжить рости.

### Хвороби, проблеми та шкідники

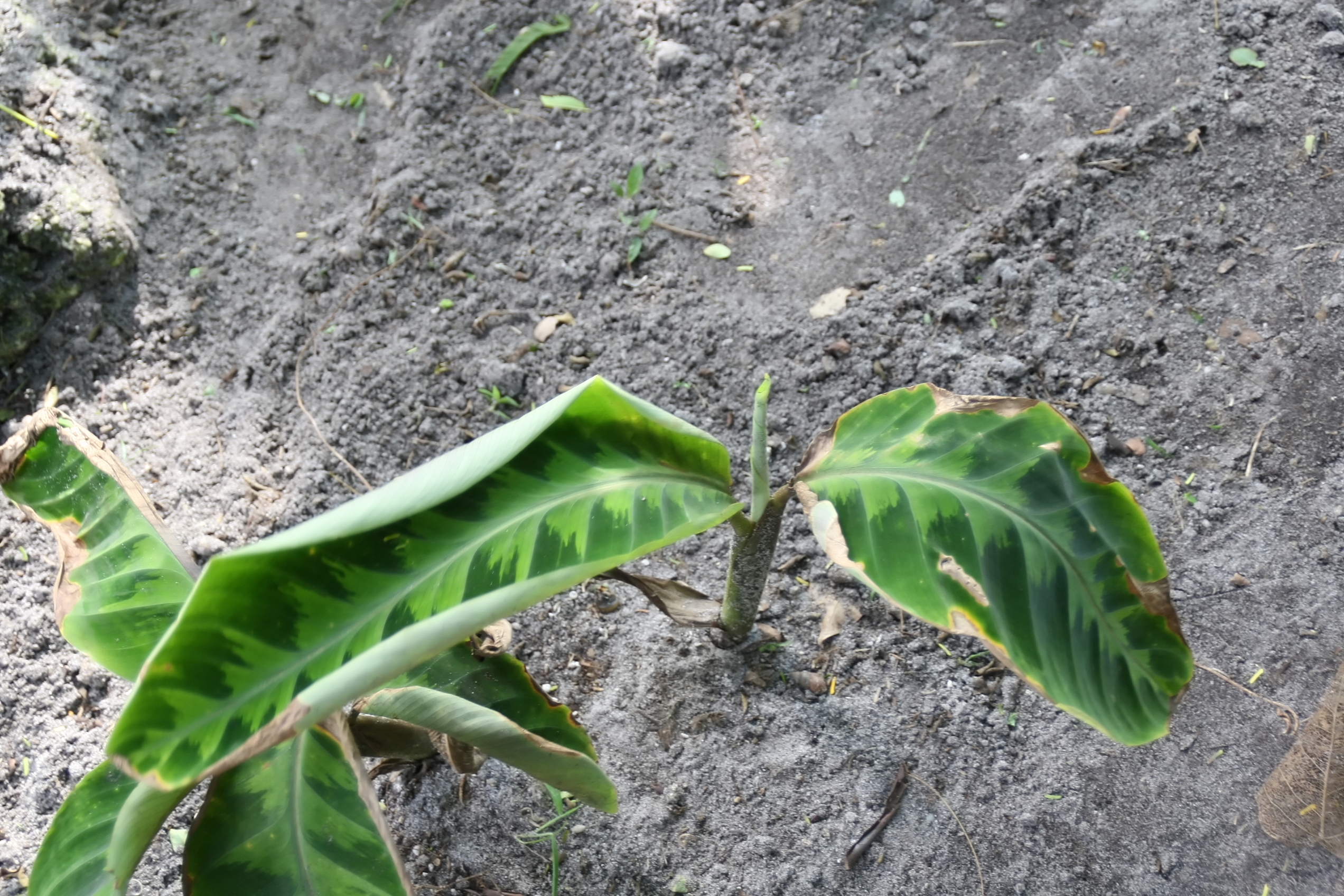
Згорнуте й посохле листя у Calathea Warscewiczii

- Згортання листя – може бути не тільки видовою ознакою й підготовкою до ночі, а й ознакою пересушеного ґрунту та недостатнього рівня вологості. У такому випадку листя калатеї може також підсушуватися на кінцях[18]. Підтримання належної вологості для цих рослин у домашніх умовах є важким. Можливим є щоденне, декількаразове обприскування рослини або використання зволожувача повітря.
- Листя калатеї жовтіють на кінчиках, коли рослина перебуває у занадто вологому ґрунті. Жовта пляма буде поступово переміщатися ближче до стебла, поки не загине весь лист[19].
- Потреба у постійно зволоженому ґрунті при переливі може викликати низку проблем, серед яких поява грибкових мошок[en]. Перелив також може провокувати кореневу гниль та борошнисту росу[19].

## Галерея

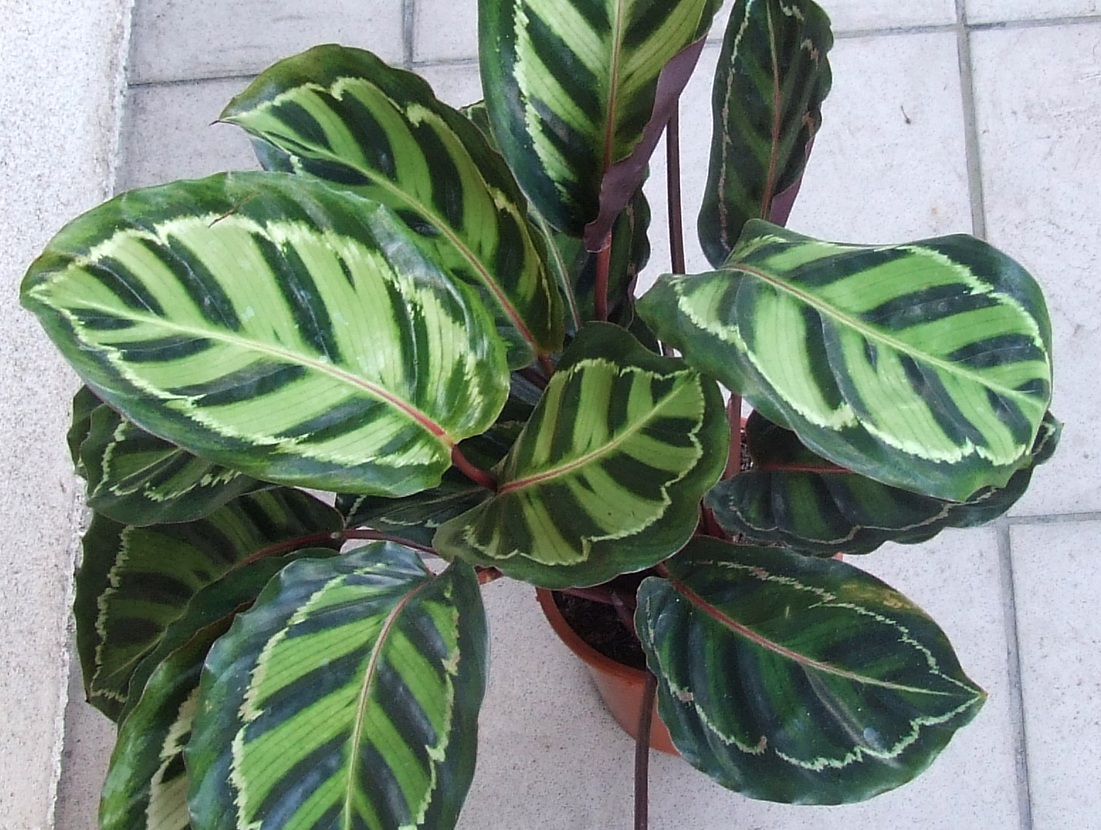
Calathea roseopicta
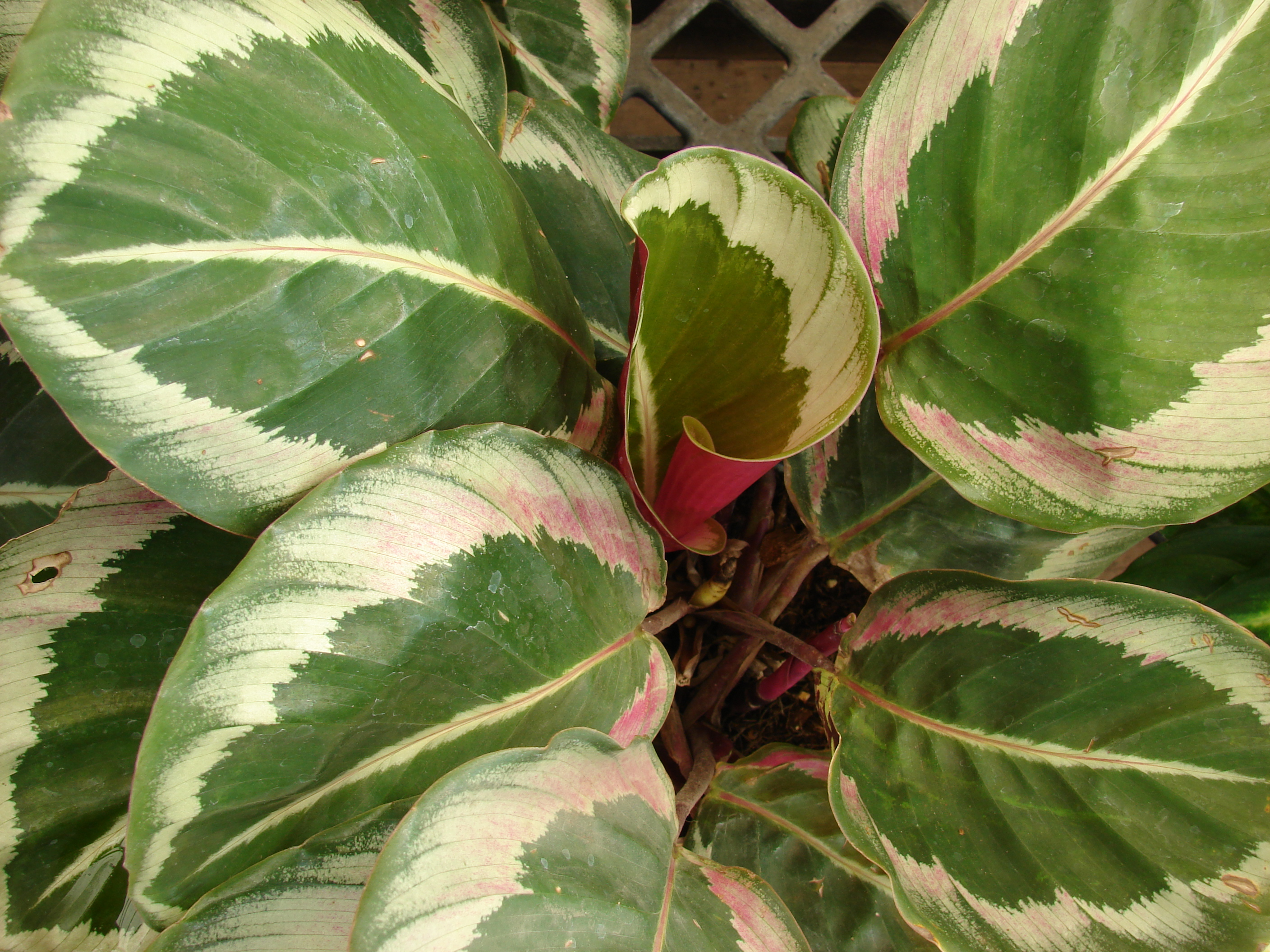
Calathea roseopicta royale
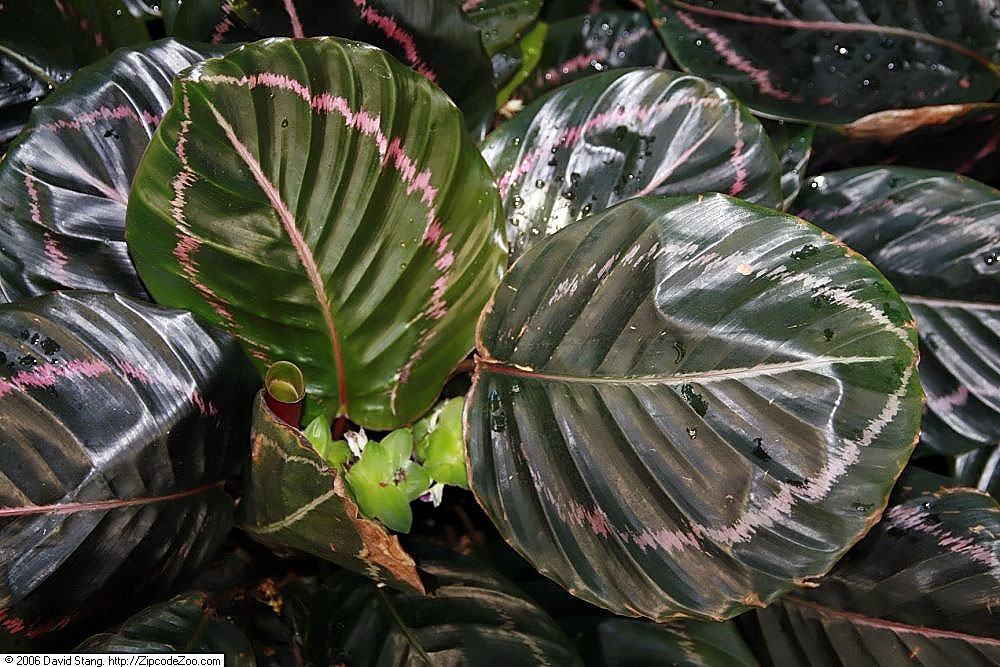
Calathea roseopicta dottie
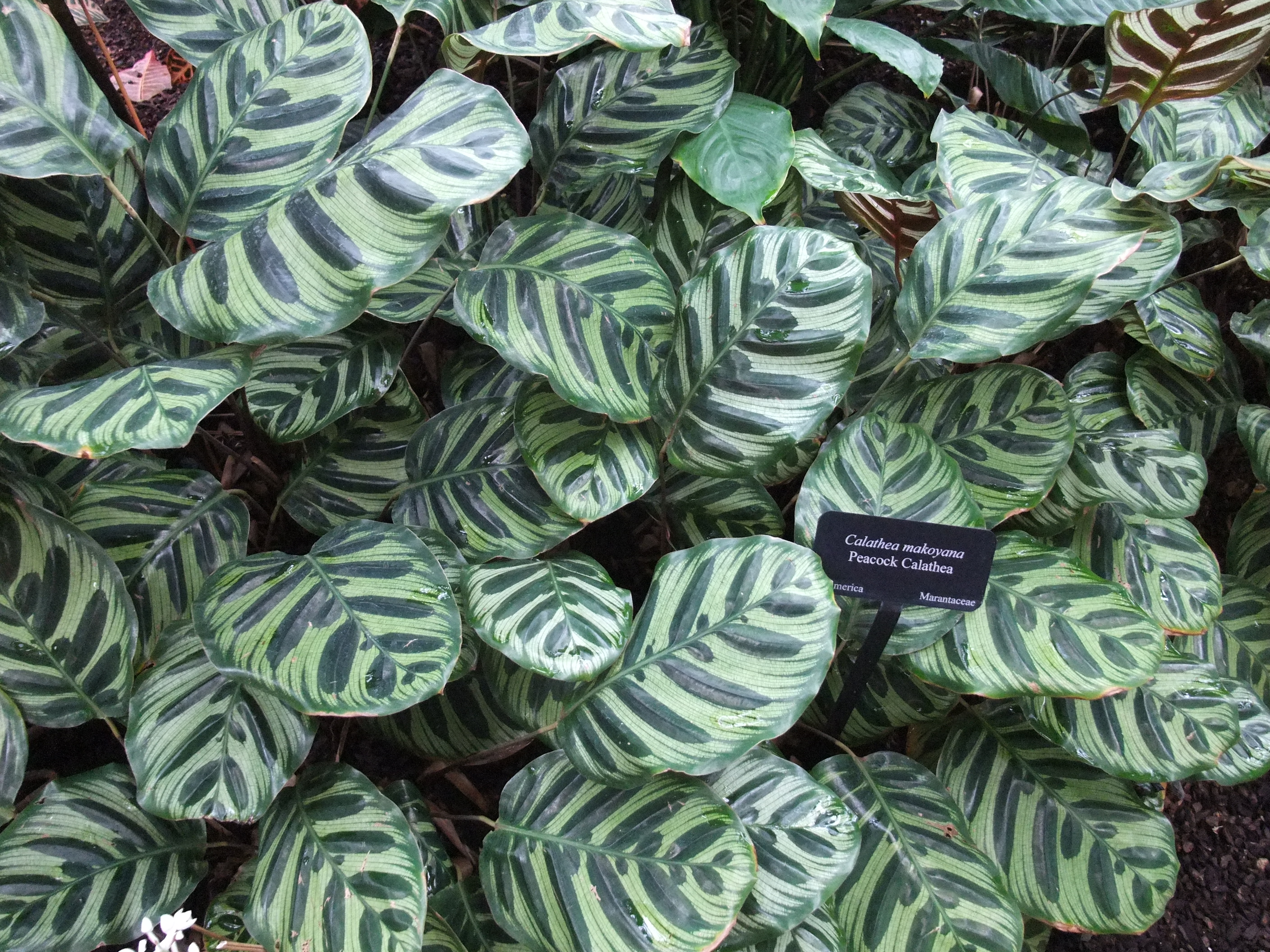
Calathea makoyana
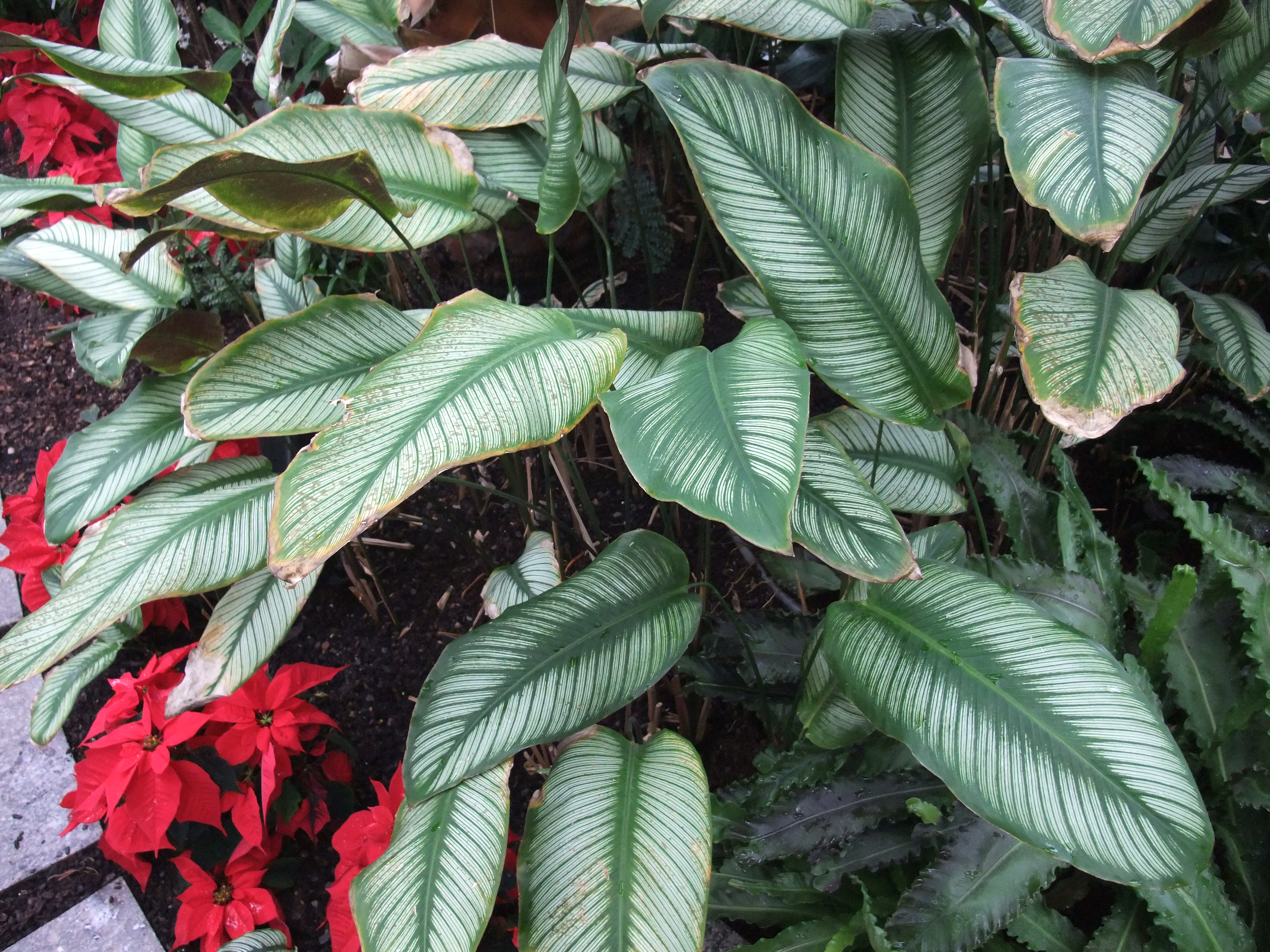
Calathea ornata roseo-lineata
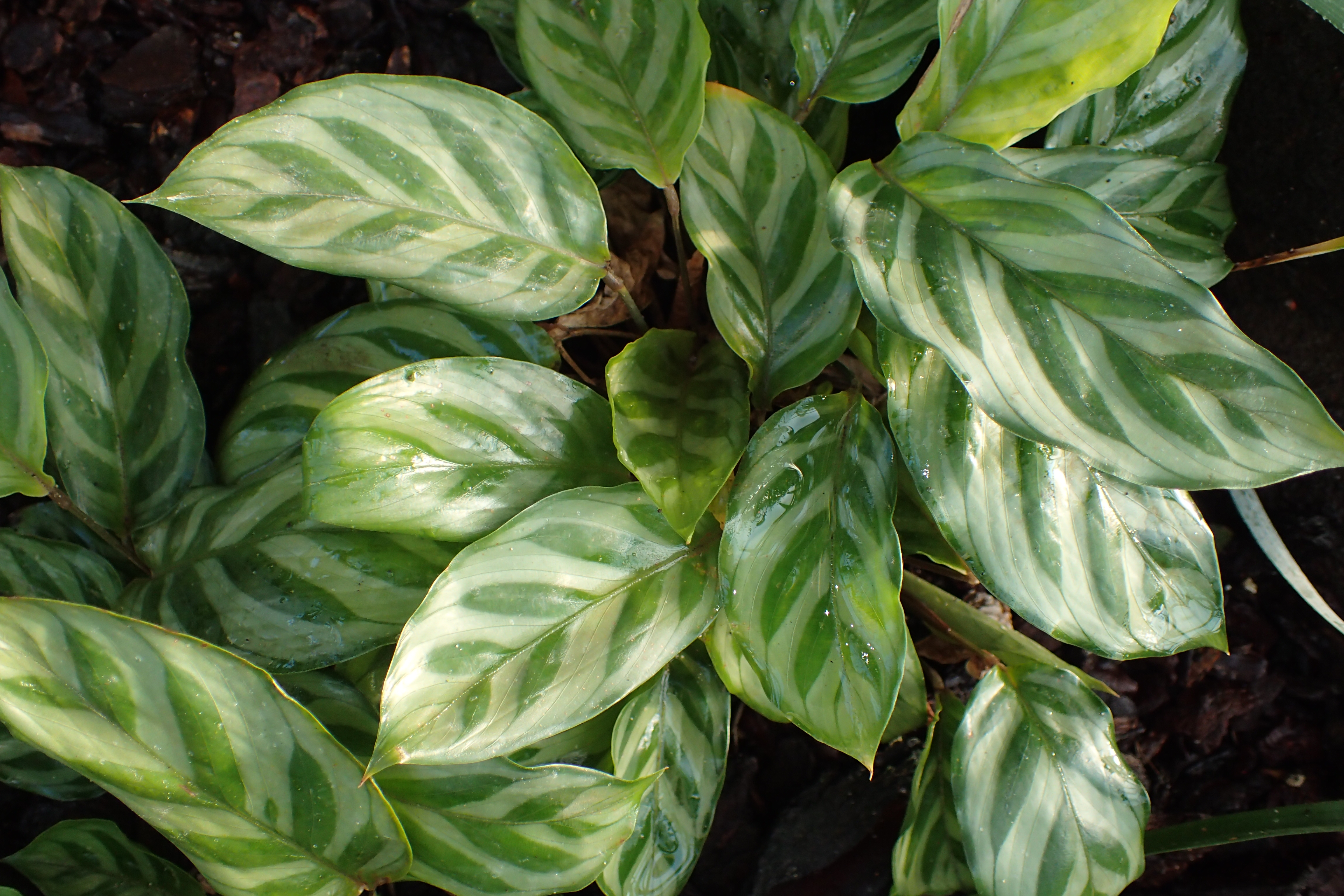
Calathea bachemiana
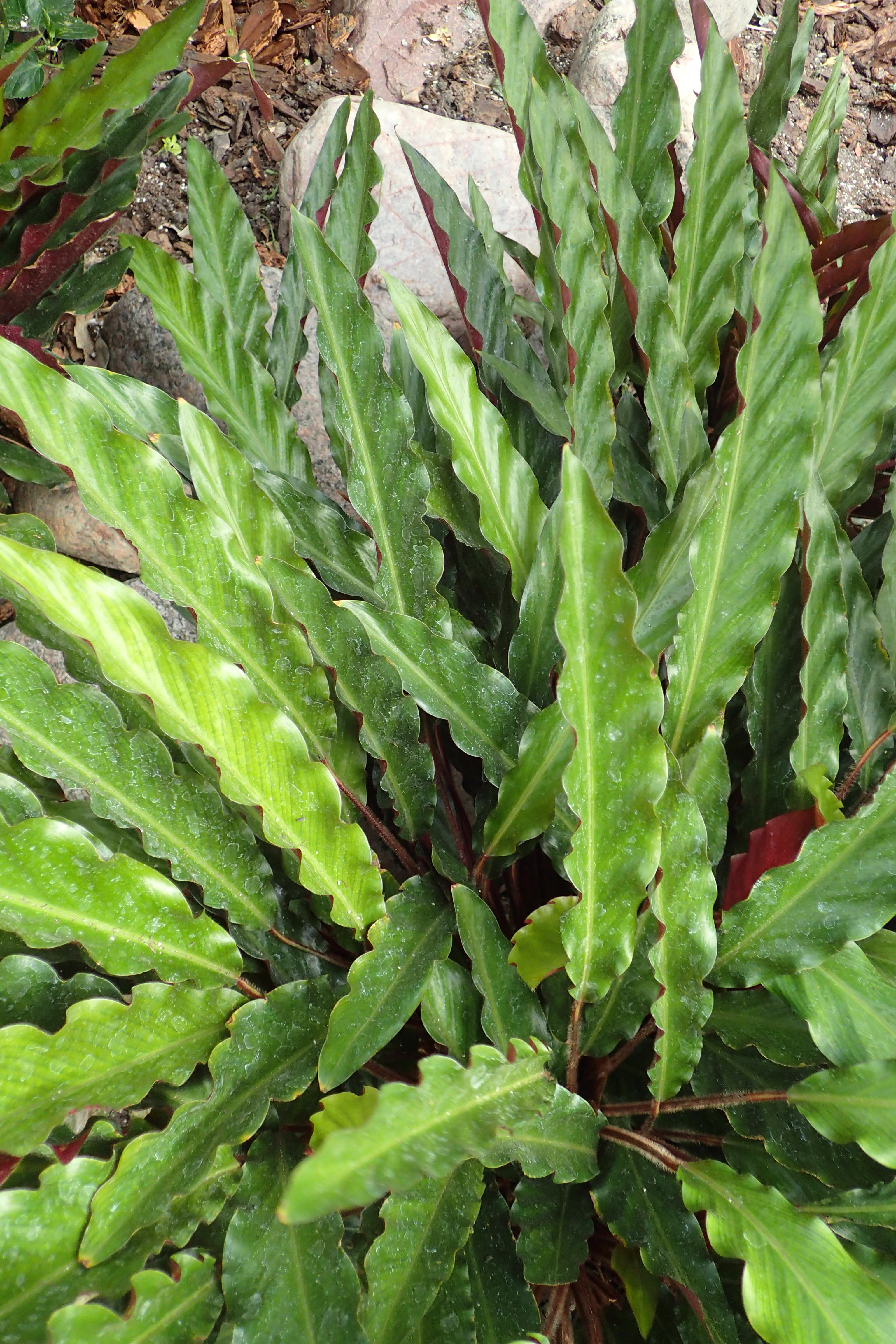
Calathea rufibarba
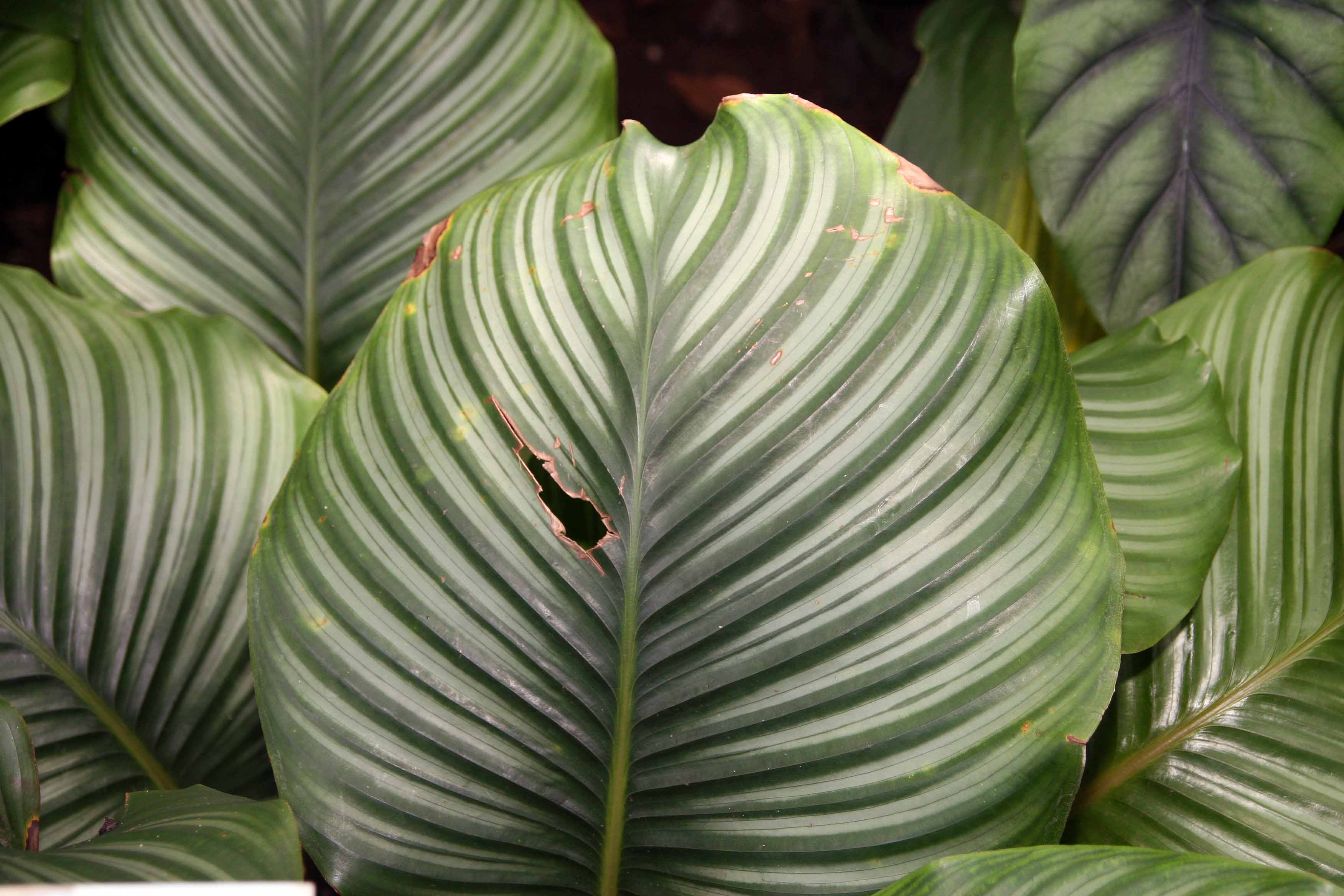
Calathea orbifolia
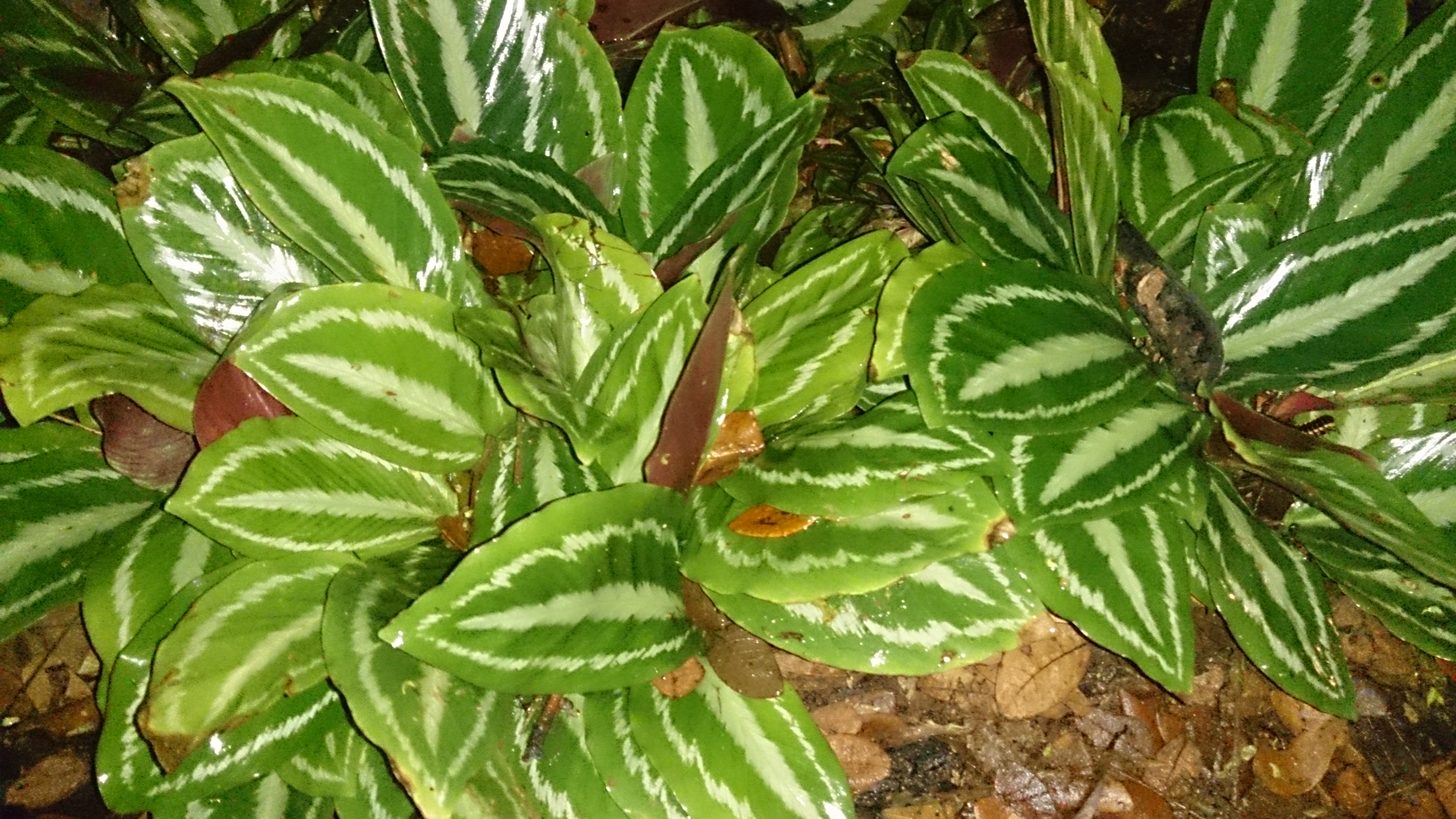
Calathea medallion
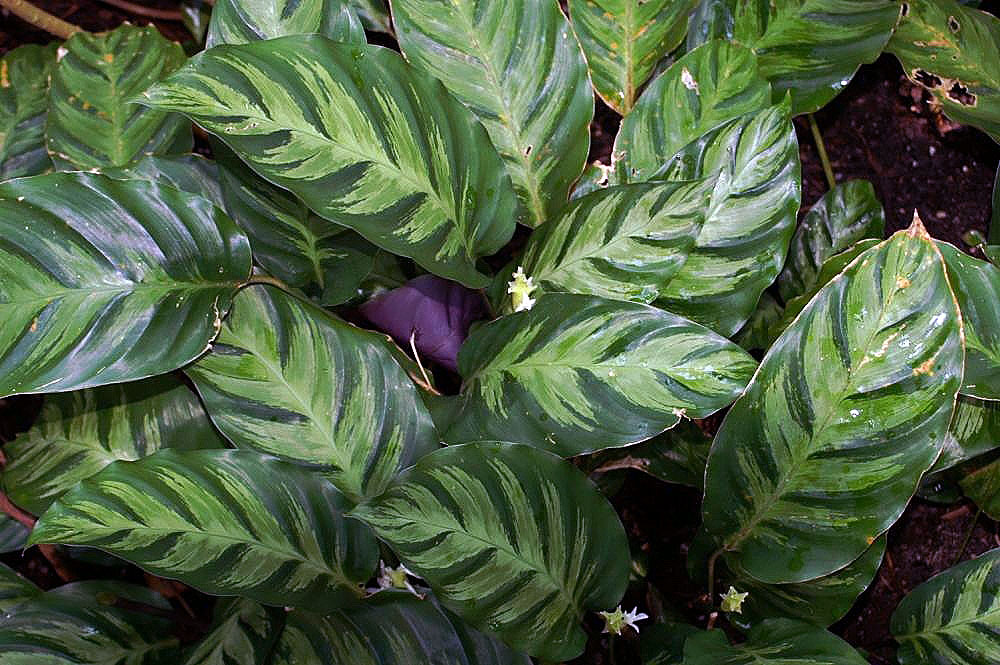
Calathea albertii
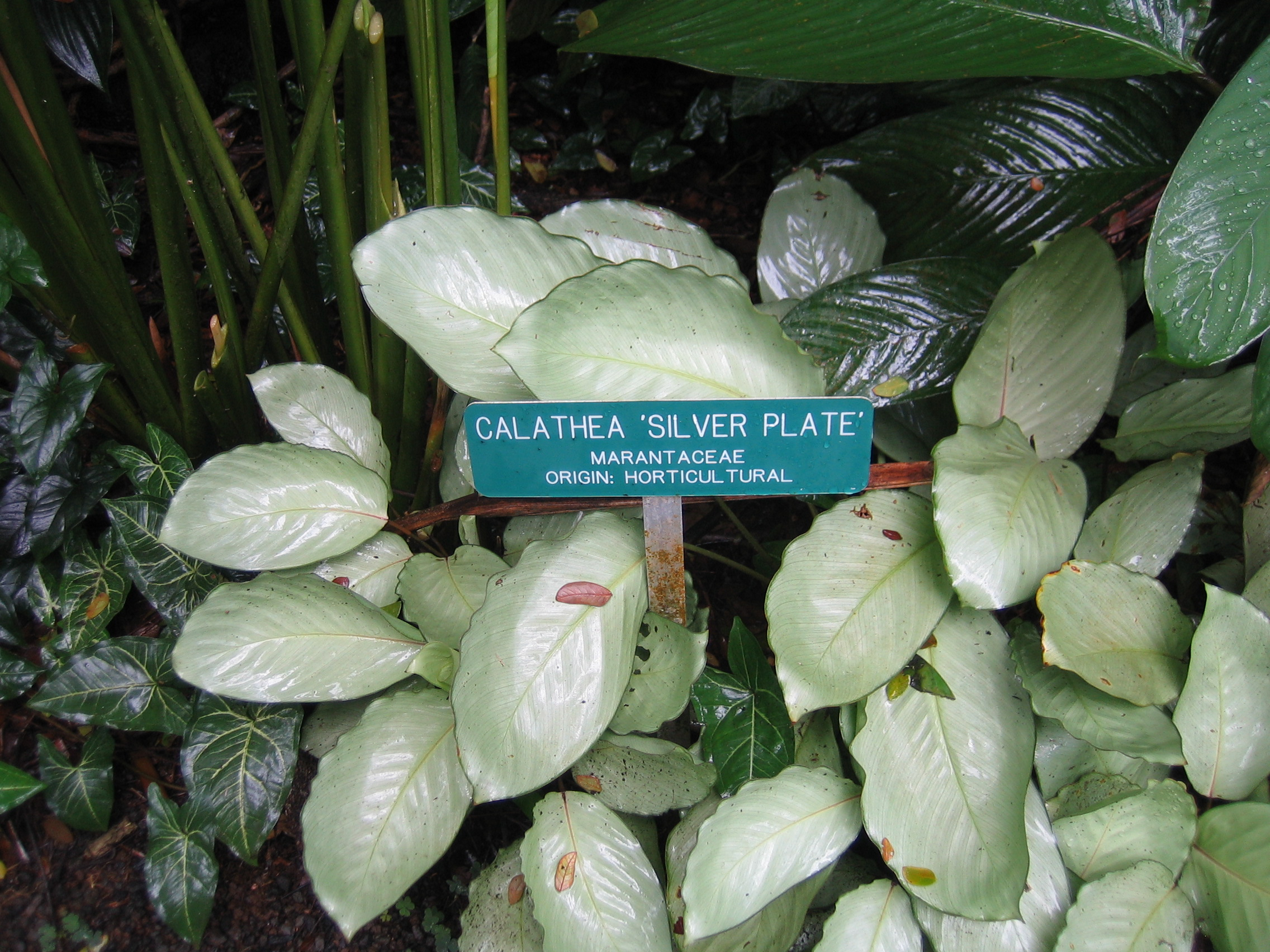
Calathea silver plate
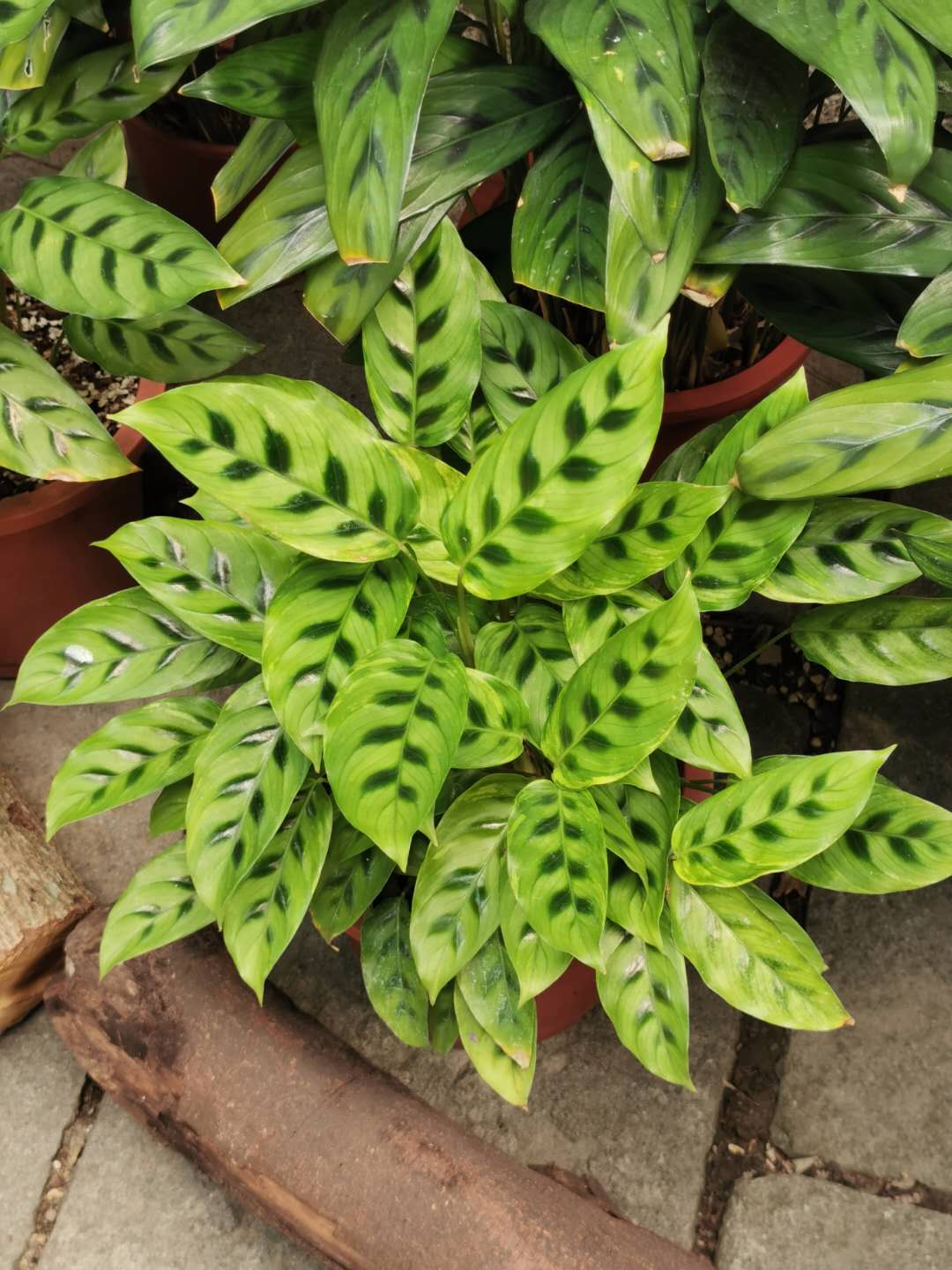
Calathea leopardina
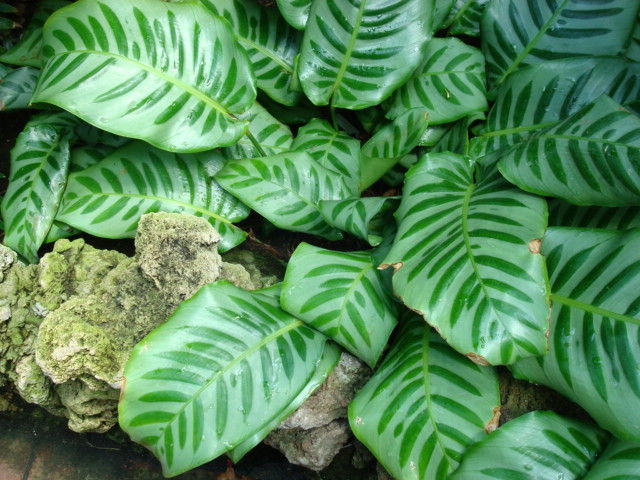
Calathea bella
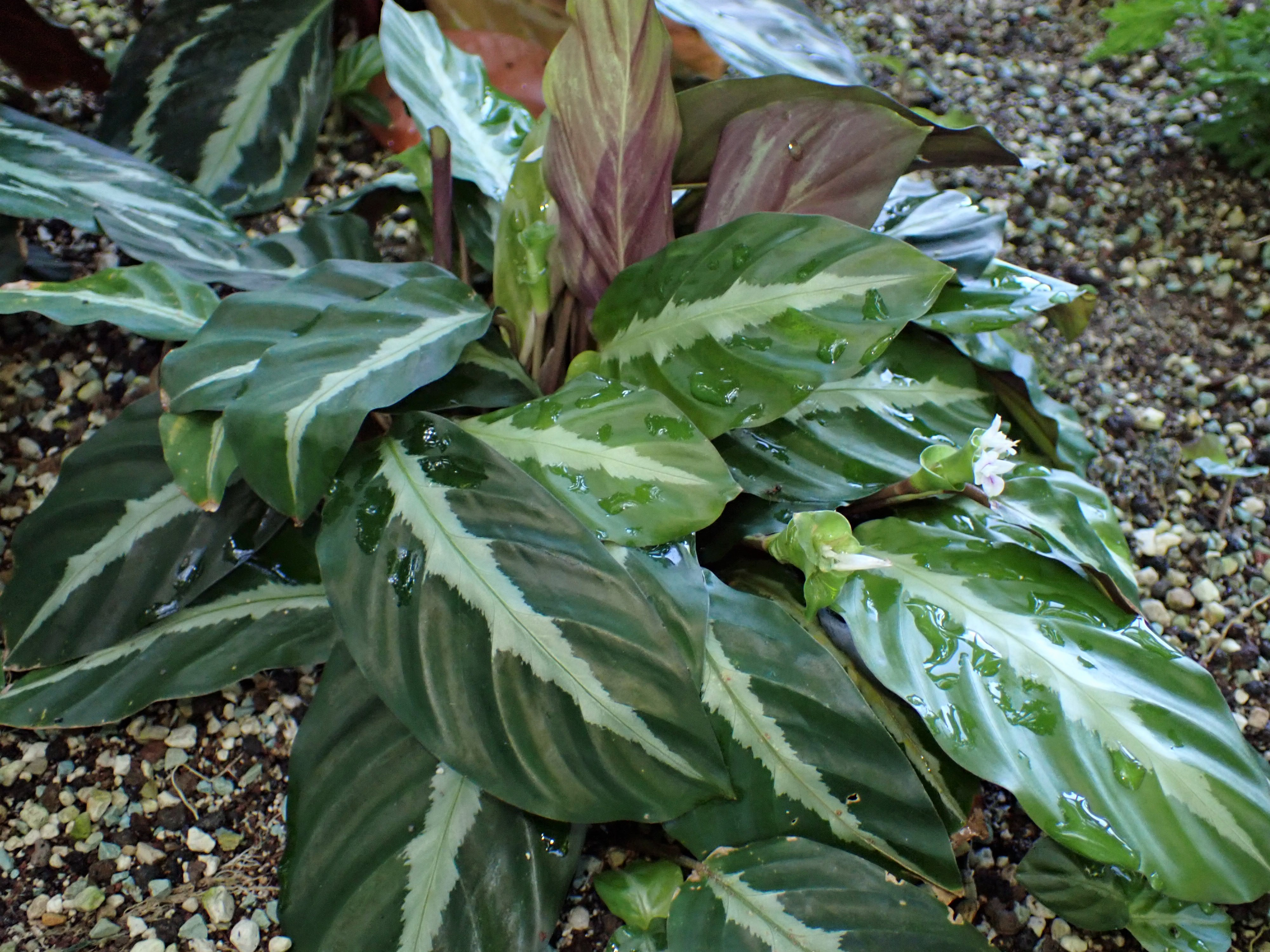
Calathea undulata
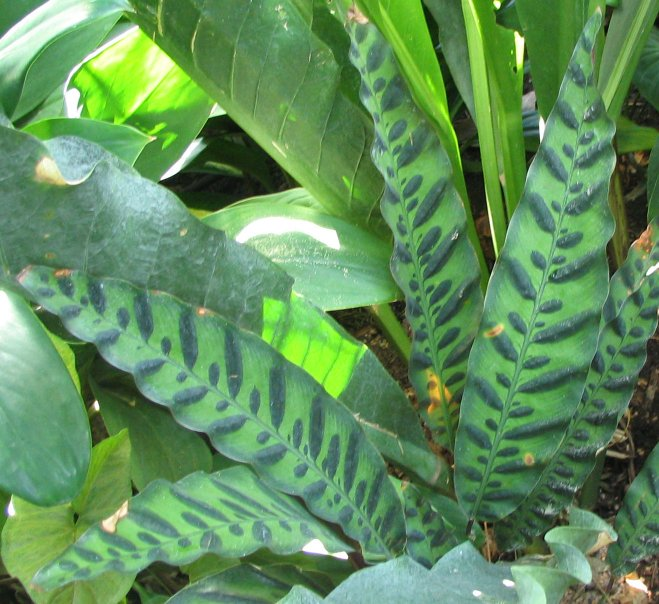
Calathea lancifolia
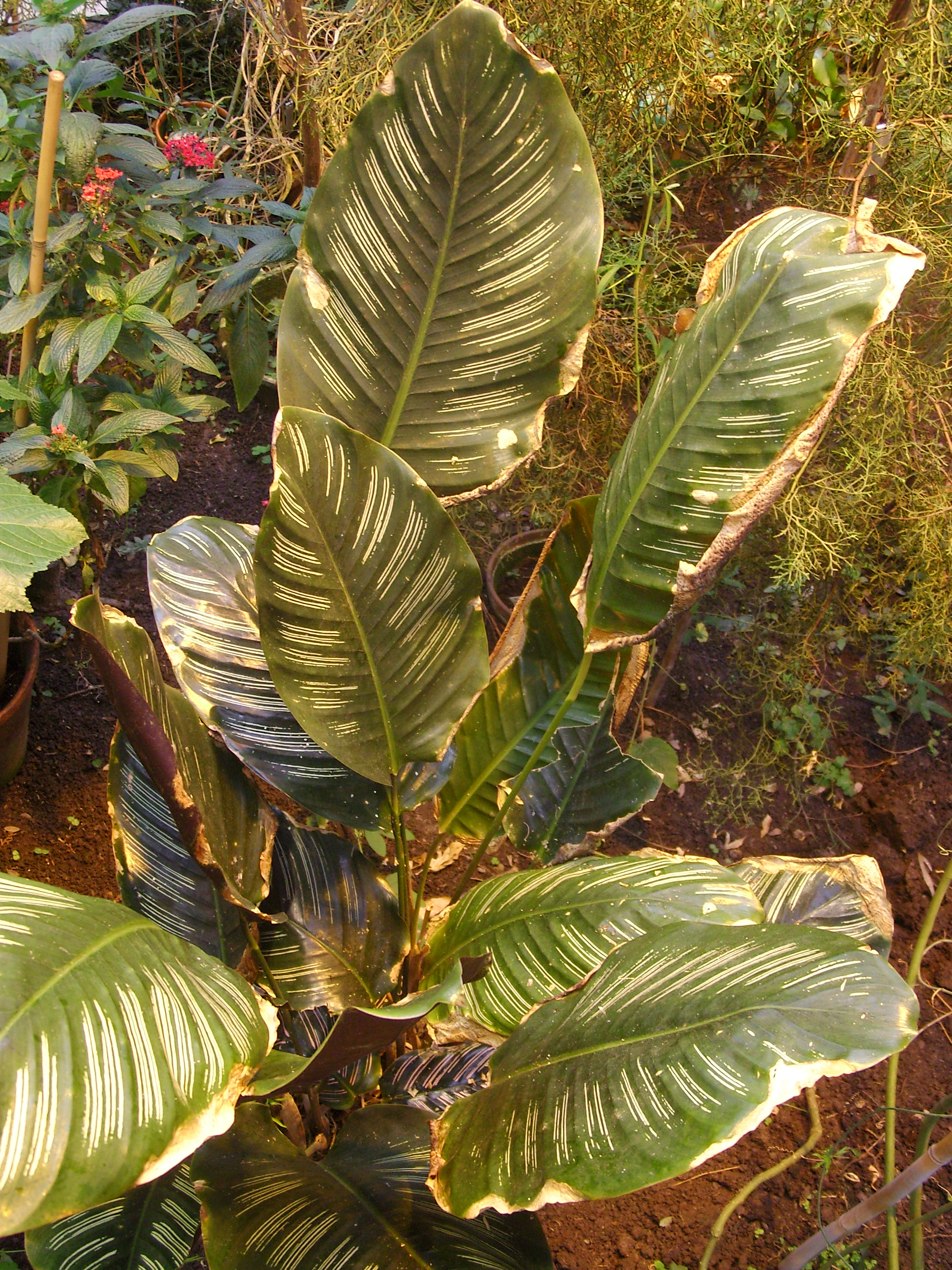
Calathea majestica
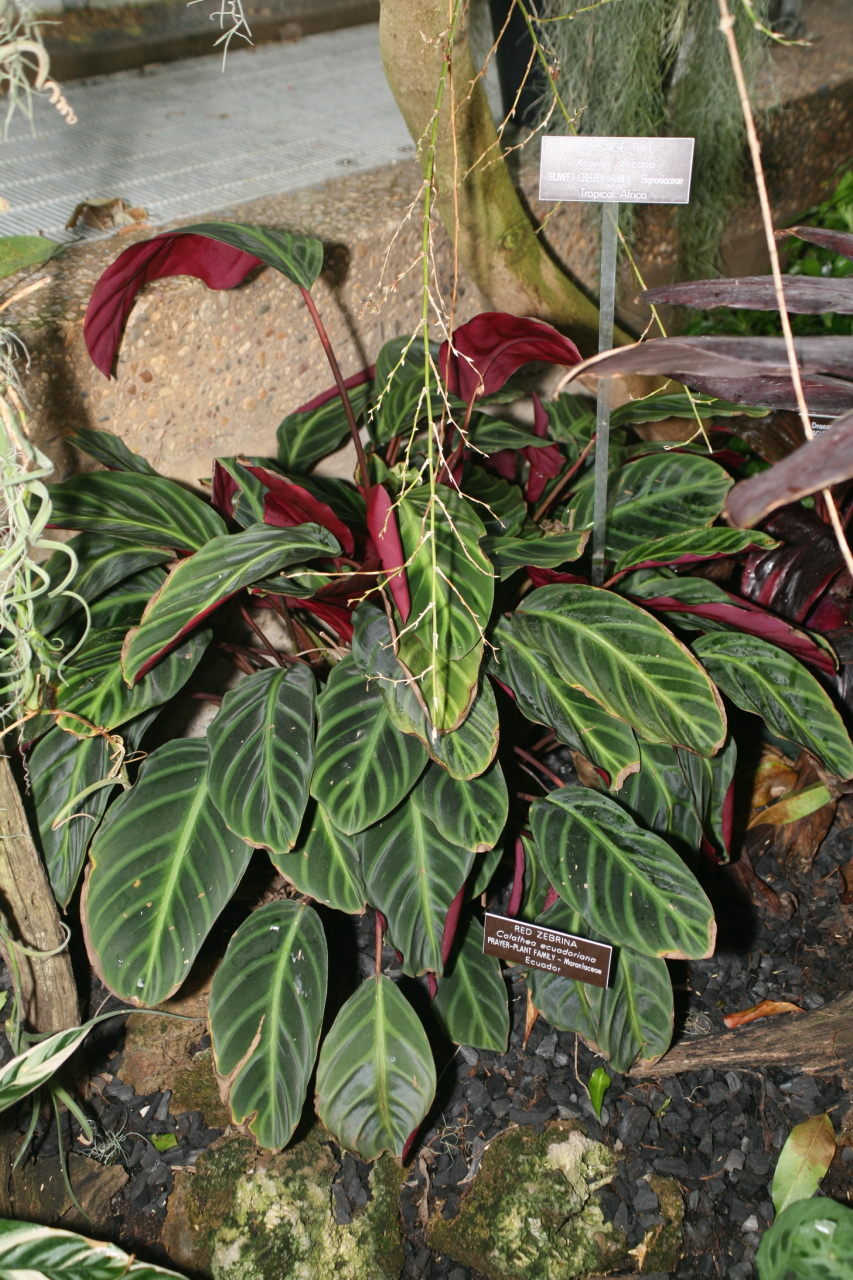
Calathea ecuadoriana
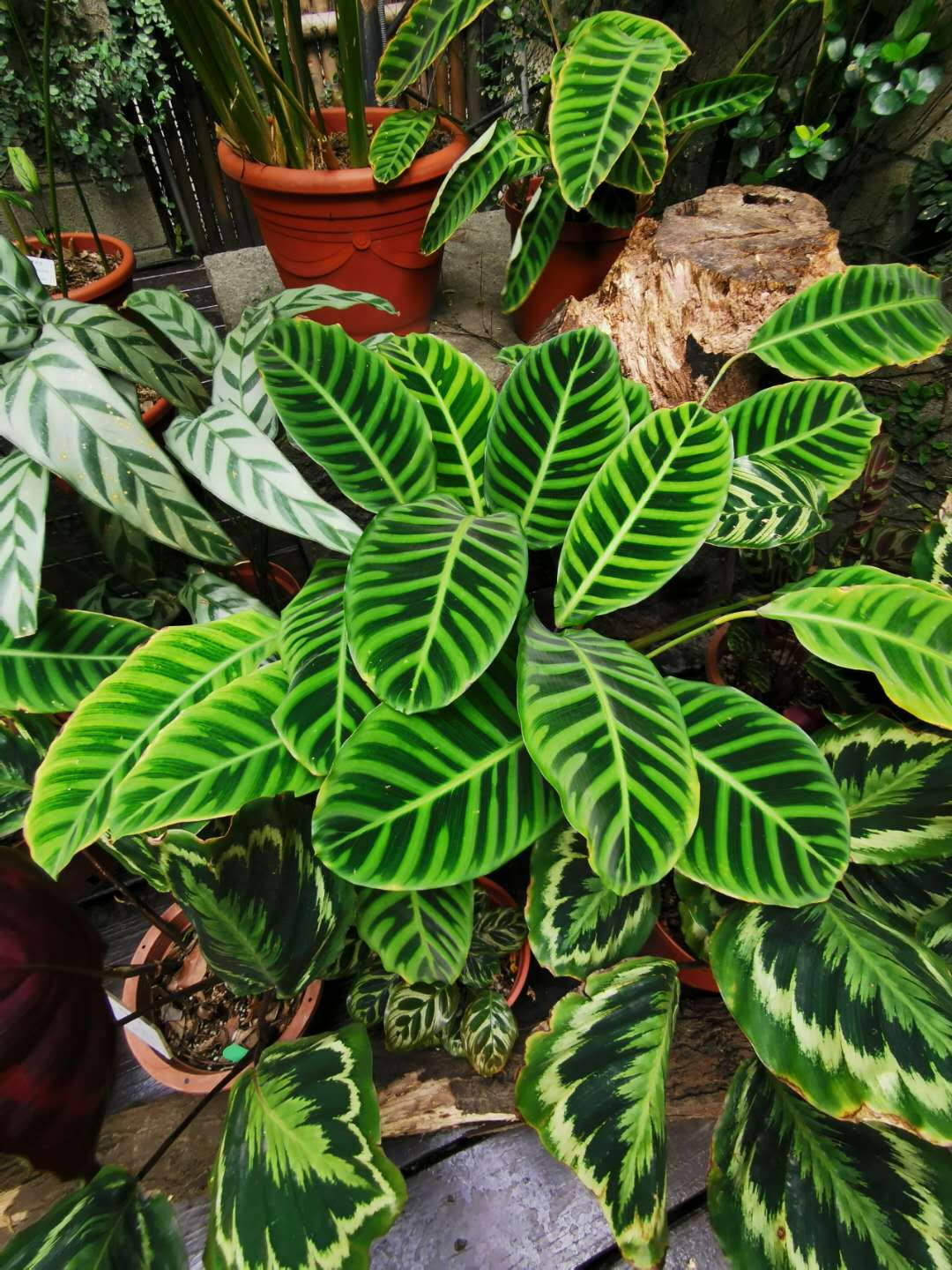
Calathea zebrina
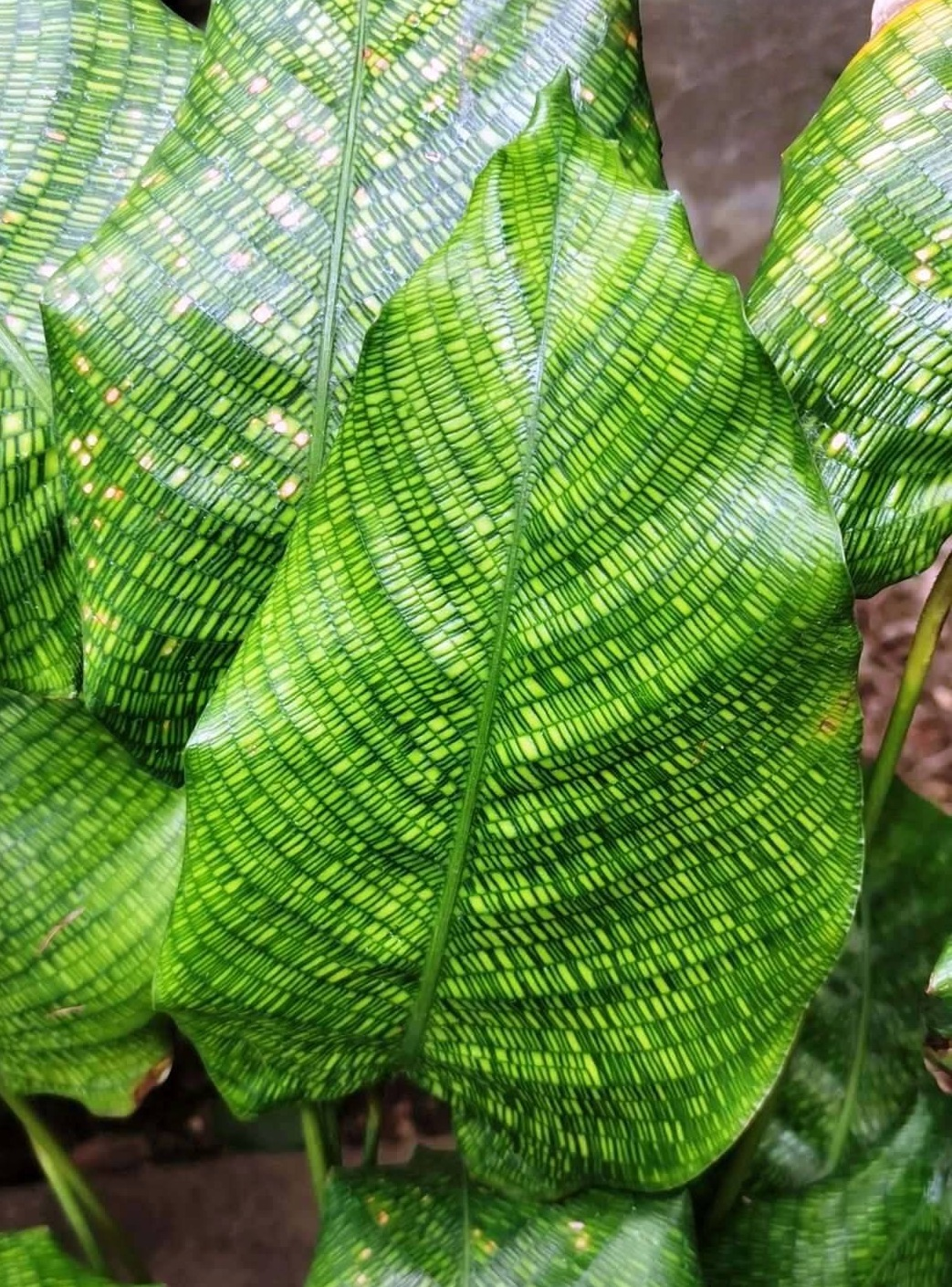
Calathea musaica
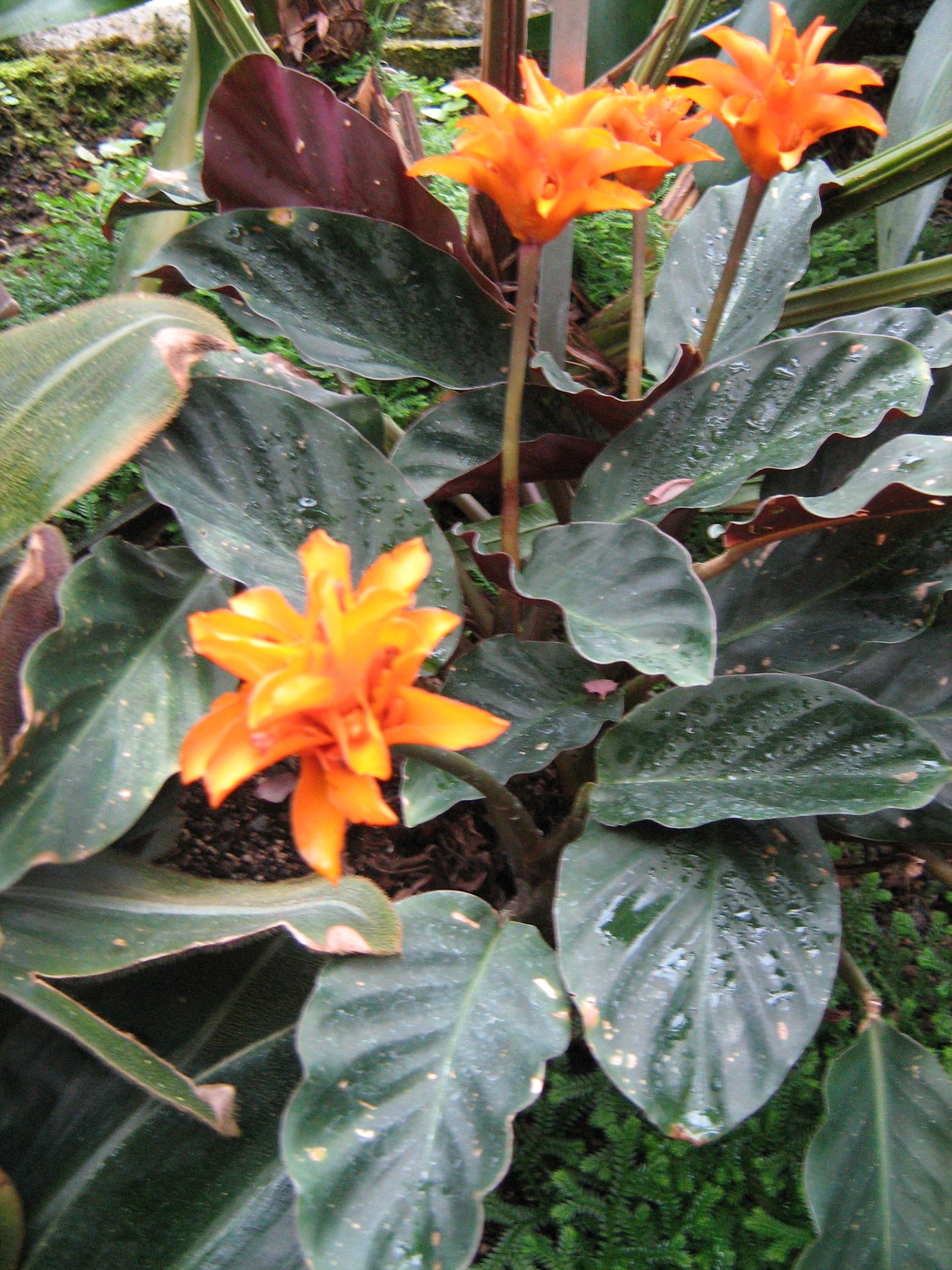
Calathea crocata
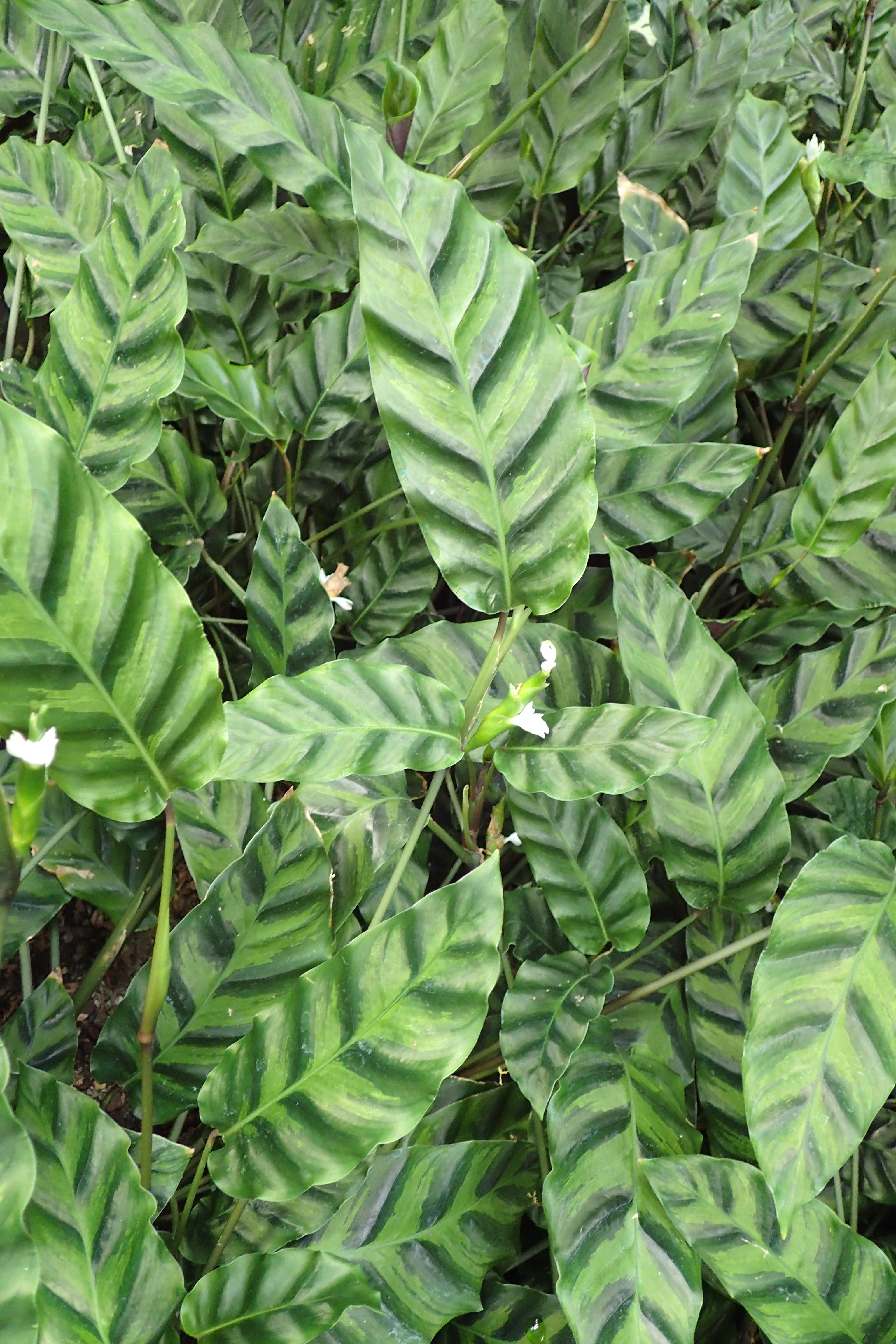
Calathea louisae
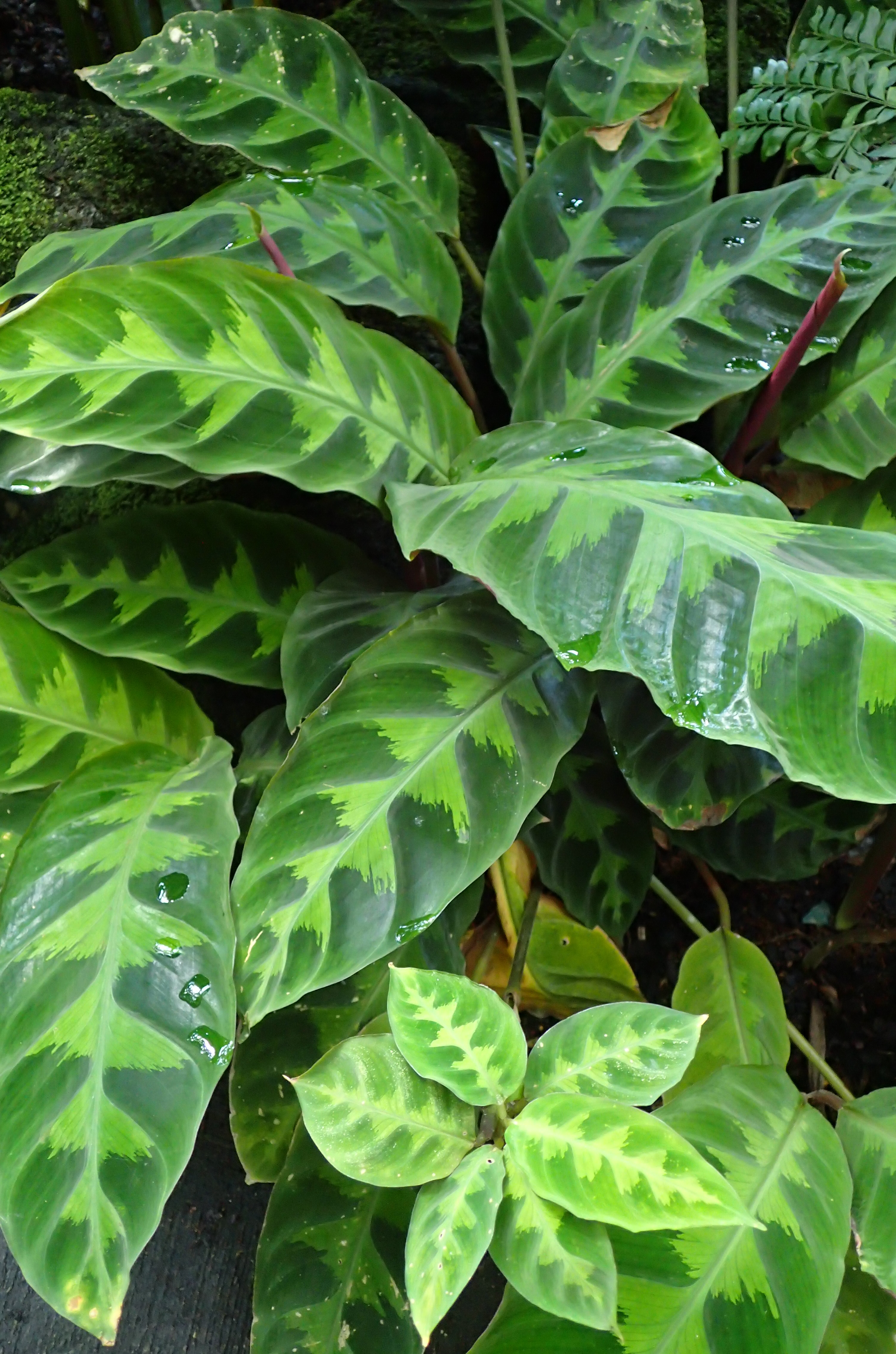
Calathea warscewiczii

## Регіони походження
Калатеї є рідними для деяких частин тропічної Латинської Америки і були інтродуковані на Гаваях. Рід калатей також росте в наступних країнах та регіонах:
- Беліз
- Болівія
- Бразилія
- Венесуела
- Гаяна
- Гватемала
- Гондурас
- Еквадор
- Колумбія
- Коста-Рика
- Мексика
- Нікарагуа
- Панама
- Перу
- Підвітряні острови
- Пуерто-Рико
- Сальвадор
- Суринам
- Тринідад і Тобаго
- Французька Гвіана
- Ямайка

## Список видів
- Calathea anderssonii H.Kenn.
- Calathea anulque H.Kenn.
- Calathea asplundii H.Kenn.
- Calathea barryi H.Kenn.
- Calathea brenesii Standl.
- Calathea caesariata H.Kenn.
- Calathea calderon-saenzii H.Kenn. & M.Serna
- Calathea carlae H.Kenn.
- Calathea casupito (Jacq.) G.Mey.
- Calathea chiriquensis H.Kenn.
- Calathea cofaniorum H.Kenn.
- Calathea confusa H.Kenn.
- Calathea congesta H.Kenn.
- Calathea croatii H.Kenn.
- Calathea crotalifera S.Watson
- Calathea erythrolepis L.B.Sm. & Idrobo
- Calathea fredgandersii H.Kenn.
- Calathea fredii H.Kenn.
- Calathea galdamesiana H.Kenn. & Rod.Flores
- Calathea gentryi H.Kenn.
- Calathea grandifolia Lindl.
- Calathea guzmanioides L.B.Sm. & Idrobo
- Calathea hagbergii H.Kenn.
- Calathea harlingii H.Kenn.
- Calathea inscripta (W.Bull) N.E.Br.
- Calathea ischnosiphonoides H.Kenn.
- Calathea jondule H.Kenn. & Hammel
- Calathea jerome H.Kenn.
- Calathea lanibracteata H.Kenn.
- Calathea lanicaulis H.Kenn.
- Calathea louisae
- Calathea lasiostachya Donn.Sm.
- Calathea lateralis (Ruiz & Pav.) Lindl.
- Calathea latrinotecta H.Kenn.
- Calathea lutea (Aubl.) E.Mey. ex Schult.
- Calathea marantina (Willd. ex Körn.) K.Koch
- Calathea monstera H.Kenn.
- Calathea multispicata H.Kenn. & M.Serna
- Calathea neillii H.Kenn.
- Calathea neurophylla H.Kenn.
- Calathea nitens (W.Bull) Ender
- Calathea orbifolia Linden & H.A.Kenn. 1982
- Calathea oscariana H.Kenn.
- Calathea picturata K.Koch & Linden
- Calathea platystachya Standl. & L.O.Williams
- Calathea pluriplicata H.Kenn.
- Calathea plurispicata H.Kenn.
- Calathea ravenii H.Kenn.
- Calathea recurvata H.Kenn.
- Calathea retroflexa H.Kenn.
- Calathea rubribracteata H.Kenn.
- Calathea shishicoensis H.Kenn.
- Calathea similis H.Kenn.
- Calathea spiralis H.Kenn.
- Calathea striata H.Kenn.
- Calathea tarrazuensis H.Kenn.
- Calathea timothei H.Kenn.
- Calathea toroi S.Suárez
- Calathea trianae L.B.Sm. & Idrobo
- Calathea utilis H.Kenn.
- Calathea velutinifolia H.Kenn.
- Calathea verruculosa H.Kenn.
- Calathea yawankama H.Kenn.
- Calathea zebrina Sims & Lindl.